# Margaret Bondfield
Margaret Grace Bondfield (née le 17 mars 1873 à Chard en Angleterre et morte le 16 juin 1953 dans le village de Sanderstead dans le Surrey) est une femme politique et syndicaliste britannique. Elle est la première femme à avoir été nommée ministre au gouvernement britannique, en 1929,.

## Biographie
Peu éduquée, elle devient apprentie chez un drapier à l'âge de 14 ans. Elle y « trouv[e] les conditions de travail misérables », se syndique et adopte des idées socialistes. En 1906 elle participe à la fondation de la Fédération nationale des femmes ouvrières (National Federation of Women Workers). En 1899 elle avait été la seule femme déléguée au Trades Union Congress, l'organisation fédératrice des syndicats britanniques ; en septembre 1923, elle est la première femme à devenir présidente du TUC,. Elle soutient également le droit de vote des femmes, finalement acquis en 1918.
Pacifiste, elle s'oppose à la Première Guerre mondiale.
Elle est élue députée travailliste de Northampton à la Chambre des Communes lors des élections législatives de décembre 1923, qui portent au pouvoir le premier gouvernement travailliste de l'histoire du pays, avec Ramsay MacDonald pour premier ministre. Elle est nommée secrétaire parlementaire au ministère du Travail en janvier 1924, et quitte conséquemment la tête du TUC. Le gouvernement travailliste perd les élections de 1924, au cours desquelles Bondfield perd son siège de députée. Elle retrouve un siège à la Chambre des Communes à la faveur d'une élection partielle dans la circonscription de Wallsend en 1926, et conserve ce siège lors des législatives de 1929, qui ramènent Ramsey MacDonald et les Travaillistes au pouvoir. MacDonald la nomme ministre du Travail, et elle devient la première femme à diriger un ministère. Le gouvernement doit bientôt faire face à la Grande Dépression (la « crise de 1929 »). Margaret Bondfield propose qu'en raison du climat économique et des contraintes qui pèsent sur le budget, le gouvernement suspende son projet de rendre l'assurance chômage plus généreuse ; cela lui vaut une perte de popularité. La loi sur l'assurance chômage de 1930, sous sa direction, facilite néanmoins l'accès des chômeurs à une aide de l'État, à condition qu'ils soient pauvres. Les réductions de dépenses publiques entament également sa popularité ; elle se voit « critique[ée] à la fois sur sa droite et sur sa gauche ».
Elle perd son siège de députée (et donc son ministère) aux législatives d'octobre 1931, qui constituent un important revers pour les Travaillistes ; cette défaite constitue de facto la fin de sa carrière politique.